# Braća Limbourg
Trojica braće: Pol (Paul), Jan (Jehannequin) i Hermant (Hermann), znani kao Braća Limbourg, bili su flamanski minijaturisti s kraja 14. st. i početka 15. st. 

## Časoslov vojvode od Berryja
Zlatarski nauk izučili su u Parizu, a od 1405. u službi su vojvode Jeana de Berryja, velikog mecene i sakupljača umjetnina. Za njega su minijaturama oslikali dva časoslova u duhu internacionalne gotike s elementima rane renesanse. Puni naslov časoslova je Très Riches Heures du Duc de Berry (Veoma sretni sati vojvode od Berryja). Ta remek-djela francuske iluminacije sadrže velike i male kompozicije, dijelom biblijske teme i prizore iz seoskoga i dvorskog života sa scenama karakterističnima za pojedine mjesece u godini (Žetva = mjesec srpanj itd.).
U prizorima 12 mjeseci, gotičkim naturalizmom, braća Limburg su uspjeli uvjerljivo prikazati razmjerno dubok prostor krajolika s genre scenama u prednjem planu, dok su u pozadini na svakoj slici po jedan od vojvodinih dvoraca. Dvorci su slikani s takvom preciznošću da se danas može pouzdano rekonstruirati kako su izgledali oni koji su kasnije izmijenjeni ili srušeni.
Jedino što nije bilo u dosegu renesanse jeste dvostruko motrište: polja, livade i šume u prednjem planu prikazani su redovito odozgo, dok je dvorac u pozadini gledan frontalno.
Na minijaturi koja predstavlja mjesec siječanj vidimo veliku dvoranu i vojvodinu gozbu; iza je zidna tapiserija na kojoj je prikaz neke bitke. Lik vojvode je u profilu i izrazito prepoznatljiv i karakteran; jedan od najstarijih portreta u umjetnosti na zapadu.

## Vanjske poveznice
- Web stranica izložbe u Nijmegenu 2005.
- Web stranica anualnog srednjovjekovnog festivala posvećenog braći Limburg.